# Transaviabaltika
Transaviabaltika is een Litouwse luchtvaartmaatschappij opgericht in 1998. Transaviabaltica vliegt dagelijks tussen Tallinn en Kuressaare en tussen Helsinki en Savonlinna. Hun vloot bestaat uit 3 vliegtuigen: een BAe Jetstream 32, een BAe Jetstream 31 en een Let L-410.